# Ванюшин, Василий Фёдорович
Васи́лий Фёдорович Ваню́шин (17 [30] марта 1916, Весьегонский уезд, Тверская губерния — 1974, Алма-Ата) — советский писатель.

## Биография
Родился 30 марта 1916 года в селе Вауч Весьегонского уезда Тверской губернии.
В 1936 году Весьегонский райком комсомола направил В. Ванюшина в Калининскую партийно-газетную школу, которую он окончил в 1938 году и начал работу в редакции Весьегонской районной газеты «Колхозный призыв», где печатал свои стихи, очерки, фельетоны. Осенью того же года был призван в армию.
Во время Великой Отечественной войны в составе 238-й стрелковой дивизии участвовал в боях за город Алексин Тульской области, а затем в осенне-зимних боях под Москвой. Создал серию очерков о войне, собранных в отдельную книгу издательства «Московский большевик» («Под знаменем гвардейским», 1942).
В 1947 году, после демобилизации, был назначен редактором Кызыл-Ординской областной газеты «Ленинский путь». В 1951 году переехал в Алма-Ату, где продолжил редакционную работу, а с выходом в свет романа «Точка опоры» (1952) стал профессиональным литератором.
Был членом КПСС. Награждён орденами Отечественной войны I и II степени и четырьмя медалями.
Умер в 1974 году в Алма-Ате. Похоронен на Центральном кладбище Алматы.

## Творчество
Писал военную прозу, произведения в приключенческом и научно-фантастическом жанрах.
Автор романа «Точка опоры» (1952), «Жизнью обязаны» (1966), «Штурм» (1971), приключенческих повестей «Волчий глаз» (1957), «Старое русло» (1958), сборника военных рассказов «Железный комбат» (1958), повести «Ветка тамариска» (1967), записок фронтового корреспондента «От августа до мая» (1966) и других произведений.
Написал также два эпигонских научно-фантастических романа — «Вторая жизнь» (1960) и его продолжения «Жёлтое облако» (1962), в которых с использованием фантастических реалий и приёмов «шпионской беллетристики» отрабатывалась популярная в 1950-е годы в советской приключенческой литературе тема борьбы двух социальных систем. Так, в романе «Жёлтое облако» советский космонавт в союзе с «дружественными инопланетянами», планировавшими уничтожить весь металл на Земле ради спасения от радиоактивного уничтожения, борется против захвата Луны американскими миллиардерами. Роман был подвергнут критике за литературную беспомощность и дискредитацию научной фантастики в глазах массового читателя.
Повесть Ванюшина «Черёмуховый берег» повествует о жизни деревни Бор, ныне Череповецкого района Вологодской области, образованной в связи с затоплением Рыбинским водохранилищем деревни Горка.
В переводе Ванюшина вышло несколько произведений казахских писателей — книга рассказов Н. Габдуллина «Новые знакомые», роман З. Шашкина «Семиречье в огне», рассказы С. Донентаева.

## Публикации

### Книги
- Ванюшин В. Точка опоры. — Алма-Ата: Казахское гос. изд. худож. лит., 1956.
- Ванюшин В. Старое русло: Приключенческая повесть. — Алма-Ата: Казахское гос. изд. худож. лит., 1959. — 164 с. — 90 000 экз.
- Ванюшин В. Вторая жизнь: Научно фантастический роман. — Алма-Ата: Казахское гос. изд-во худож. лит-ры, 1962. — 260 с.
- Ванюшин В. Жёлтое облако: Научно-фантастический роман. — Алма-Ата: Казахское гос. изд-во худож. лит-ры, 1964. — 208 с. — 210 000 экз.
- Ванюшин В. Жизнью обязаны. — Алма-Ата: Жазушы, 1966. — 422 с.
- Ванюшин В. Трофейный автомат. — Алма-Ата: Жазушы, 1968. — 216 с.
- Ванюшин В. Штурм. — Алма-Ата: Жазушы, 1971. — 248 с.
- Ванюшин В. Черёмуховый берег: Повести. — М.: Молодая гвардия, 1973. — 288 с.
- Ванюшин В. Повесть о комиссаре Груданове. — М.: Военное издательство Министерства обороны СССР, 1975. — 292 с.
- Ванюшин В. Ветка тамариска: Повести. — Алма-Ата: Жазушы, 1977. — 398 с. — 100 000 экз.
- Ванюшин В. Фронтовая тетрадь: Повести, рассказы. — Алма-Ата: Жазушы, 1988. — 493 с. — ISBN 5-605-00128-0.

### Периодика
- Ванюшин В. Вторая жизнь: Роман (Сокр.) // Простор. — Алма-Ата. — № 1—3.
- Ванюшин В. Желтое облако: Роман (Сокр.) // Простор. — Алма-Ата. — № 3—4.